# Deathcore
Deathcore es un subgénero musical extremo proveniente del metalcore, que incorpora elementos del death metal.
El género consiste en riffs de guitarra de death metal, blast beats y breakdowns de metalcore. Si bien hay algunos precursores del concepto de death metal fusionado con elementos de metalcore/hardcore vistos en la década de 1990, el deathcore en sí surgió a principios de la década de 2000 y ganó prominencia a partir de mediados de la década de 2000 en el suroeste de los Estados Unidos, especialmente en Arizona y sur de California, con bandas como The Black Dahlia Murder, Suicide Silence, Antagony, Despised Icon, Job for a Cowboy, Animosity, All Shall Perish, As Blood Runs Black, Bring Me The Horizon (Inglaterra) Whitechapel, Glass Casket, The Acacia Strain, The Red Chord, Through the Eyes of the Dead, Underoath entre otras.

## Historia

### Precursores (años 90s)
Antes del surgimiento del deathcore, bandas como Abscess. Unseen Terror utilizó el término para describir un híbrido de hardcore punk y death metal. Blood de Alemania también publicó un demo titulado Deathcore en 1986, mientras que otro grupo alemán, formado en 1987 y relacionado con Blood, utilizó el nombre Deathcore. Sin embargo, estas no tenían nada que ver con el sonido deathcore contemporáneo. 
En los 90s, los veteranos neoyorquinos del death metal Suffocation y Skinless en conjunto con Dying Fetus de Maryland fueron de los primeros grupos de death metal que usaron el breakdown, elemento básico del deathcore. Además, grupos de hardcore como Earth Crisis, Converge y Hatebreed han tomado una gran influencia del death metal. 
Luego a finales de la susodicha década, Eighteen Visions lanzaría Until the Ink Runs Out, álbum que los dio a conocer en los Estados Unidos por una brutalidad sin par en la escena del Metalcore. El sonido combinaba guitarras con muchísima distorsión, mucho groove y ritmos más lentos, lo que daba a su música una sensación bombástica. Finalmente, el último contribuyente en perfilar el Deathcore, pero que pasó desapercibido, muy probablemente por su cristianismo, fue Underoath, quien con sus dos primeros discos, Act of Depression y Cries of the Past, estableció una mezcla entre Death Metal, riffs de tintes épicos derivados del Black Metal, la agresión del metalcore y posteriormente el uso de teclados. El sonido se mostró, sobre todo en su segundo disco, mucho más melódico que las dos bandas anteriormente mencionadas.

### Orígenes (finales de 1990's - años 2000s)
Antagony y Despised Icon se consideran los verdaderos pioneros del deathcore, sin embargo, ambas bandas han rechazado la etiqueta. Está la podría tener Underoath con su canción Heart of Stone, del álbum Act of Depression en 1999, aunque la canción fue compuesta anteriormente en 1998. El resto de canciones del álbum se consideran Metalcore. También se hace referencia a Red Chord como una de las primeras fuentes influyentes para el género debido a su mezcla de sonidos de metalcore y death metal (entre otros géneros). La banda de New Hampshire Deadwater Drowning y el grupo californiano All Shall Perish también se consideran notables influyentes en el desarrollo del género. El EP de 2003 de Deadwater Drowning se comentó como "básicamente el modelo para todas las bandas de deathcore actuales", mientras que el álbum debut de All Shall Perish, Hate, Malice, Revenge (2003) se acredita como uno de los primeros álbumes puristas de deathcore (después del trabajo anteriormente mencionado de Underoath) como " nunca se ató a [simplemente] death metal o metalcore".
A mediados de la década de 2000, el deathcore aumentó su popularidad poco después de que Job for a Cowboy lanzara su EP Doom en 2005, que está ampliamente acreditado como uno de los lanzamientos más importantes e influyentes del deathcore para el género. El género experimentó un aumento en popularidad aún más cuando la banda inglesa Bring Me the Horizon lanzó su álbum debut de deathcore Count Your Blessings en 2006. La banda recibió el Premio Kerrang! al "Mejor banda debut británica" poco después del lanzamiento del álbum

### Expansión (fines de los 00s - inicios de los 2010s)
El deathcore comenzó a ganar más popularidad a mediados o finales de la década de 2000 y principios de la de 2010. No Time to Bleed (2009) de Suicide Silence alcanzó el puesto 32 en el Billboard 200, el número 12 en la lista de álbumes de Rock y el número 6 en la lista de álbumes de Hard Rock, mientras que su álbum The Black Crown alcanzó el puesto 28 en la Billboard 200, número 7 en la lista de álbumes de rock y número 3 en la lista de álbumes de hard rock. El álbum de Whitechapel This Is Exile vendió 5900 copias, lo que lo hizo ingresar a la lista Billboard 200 en la posición 118. Su álbum homónimo alcanzó el puesto 65 en la lista de álbumes canadienses y también en el puesto 47 en el Billboard 200. Su tercer álbum, A New Era of Corruption, vendió alrededor de 10 600 copias en los Estados Unidos en su primera semana de lanzamiento y alcanzó la posición número 43 en la lista Billboard 200.
Los nativos de San Diego Carnifex fueron testigos del éxito con su primer álbum Dead in My Arms (2007), vendiendo 5000 copias con poca publicidad. Además de sus giras sin parar, la composición metódica de canciones de la banda resultó en que Carnifex rápidamente firmara con el sello Victory Records. La banda australiana de deathcore Thy Art Is Murder debutó en el número 35 en las listas ARIA con su álbum Hate (2012), convirtiéndose en la primera banda de metal extremo en alcanzar el Top 40 de esta lista.

### Caída de popularidad y resurgimiento (fines de los 2010s - actualidad)
La popularidad del Deathcore comenzó a decaer con la muerte del cantante Mitch Lucker de la banda Suicide Silence en 2012, quien era considerado uno de los líderes del género. Además con su álbum homónimo en 2017, brevemente cambiaron su género hacia el Nu metal. Otros exponentes del género también cambiaron de sonido como Bring Me The Horizon hacia al metalcore, Post-hardcore y rock alternativo, Whitechapel al groove metal y el metal progresivo o Chelsea Grin por sonidos más cercanos al metalcore y al djent.
También muchas miembros se separaron de sus bandas como es el caso de Alex Koehler de Chelsea Grin, Dan Watson de Infant Annihilator o CJ McCreery de Signs Of The Swarm. También muchos otros cantantes dejaron sus agrupaciones para unirse a otras como es el caso de Eddie Hermida de All Shall Perish para unirse a Suicide Silence, Tom Barber de Lorna Shore para ir a Chelsea Grin o Will Ramos de A Wake In Providence para irse a Lorna Shore.
La banda Lorna Shore ha alcanzado gran popularidad también con su nuevo álbum de 2020 Immortal, siendo la banda más escuchada de deathcore en Spotify con 670k reproducciones al mes, superando a Suicide Silence y Slaughter To Prevail. La canción "To The Hellfire" ha alcanzado gran popularidad en la red social Tik Tok
El grupo ruso Slaughter to Prevail también ha alcanzado gran popularidad con sus singles "Agony" y "Demolisher" en 2019 y 2020 respectivamente con Metal Injection diciendo: "El lanzamiento de 'Demolisher' fue un evento en la comunidad deathcore. Innumerables videos de reacción de Youtube elogiaron los gruñidos increíblemente profundos y la instrumentación brutal". En 2021, la banda lanzó otro sencillo, "Baba Yaga", elegida por Loudwire como la tercera mejor canción de metal de 2021.

## Críticas
Los fans del death metal y heavy metal tradicional han rechazado esta nueva fusión de death metal con metalcore. 

En noviembre de 2013, Terrorizer escribió: "El término 'deathcore' generalmente se ve como una mala palabra en los círculos del metal" mientras entrevistaba al vocalista Bryce Lucien de la banda de metal tejana Seeker. Lucien declaró:
Al igual que sucedió con el metalcore a mediados de la década de 2000, el deathcore es un término a menudo difamado que puede disminuir instantáneamente la credibilidad de una banda. Lo que una vez evocaba imágenes de bandas ridículamente brutales y pesadas como Ion Dissonance y The Red Chord ahora trae a la mente bandas llenas de veinteañeros luciendo tatuajes en la garganta, camisetas negras a juego y tratando desesperadamente de parecer rudos mientras saltan, sincronizados en el escenario

## Subgéneros

### Brutal Deathcore
Brutal Deathcore es el modo en que se refiere a un derivado del Deathcore caracterizado por la alta influencia de subgéneros de Heavy metal y Hardcore punk extremos, tales como el Brutal death metal, Grindcore y Powerviolence, muchas veces la banda Poolside at the Flamingo es referida como la creadora de este género, las bandas más importantes denominadas de esta manera son , Waking The Cadaver, Ingested, Acrania (cuyo estilo ha sido también autodefinido como «Politicore»), Infant Annihilator y entre otras.

### Deathcore Técnico
Deathcore Técnico es la variante más técnica del género, incluyendo riffs rápidos y potentes, con pequeños breakdowns y la mayoría de las veces con baterías doble pedal y solos de guitarra, influenciada principalmente en el death metal técnico y otros géneros como el Mathcore e incluso del metal progresivo. Sus principales exponentes son Rings of Saturn (cuyo estilo también ha sido auto-definido como «Aliencore»), Applaud the Impaler, Infant Annihilator, Here Comes The Kraken, Aversions Crown, entre otras.

### Beatdown Deathcore
Beatdown Deathcore es una variante del deathcore que incorpora elementos del Beatdown, deathcore y doom metal. Es prácticamente un deathcore lento. La lentitud en sus canciones hace que este género cree una atmósfera extremadamente pesada y única. Grandes ejemplos de este género son Black Tongue, Bodysnatcher, Immoralist, Continent, entre otras. 
A veces este género se combina con el Slam Death Metal, formando lo que se conoce como Slam Beatdown. Chamber Of Malice es una de las más representativas de este género.

### Deathcore melódico
Deathcore melódico es una variante del deathcore el cual tiene una fuerte influencia del death metal melódico y que está más enfocado a la melodía, como su nombre indica, pero sin perder sus elementos clásicos como los breakdowns o la voz gutural.
Destacan las bandas As Blood Runs Black, My Autumn, Shadow Of Intent, AngelMaker, Bring Me The Horizon, parte de Thy Art Is Murder, She Must Burn, entre otras.

## Características instrumentales
Guitarras: Suelen utilizar distorsión bastante saturada, afinaciones en drop (la sexta cuerda baja un tono más con respecto al resto, para hacer las quintas o power chords de forma más fácil y rápida) en re, do y si. La mayoría de las bandas se mantienen con guitarras de metalcore más agresivas, también incorporan disonancias para crear más tensión, dándole una atmósfera distinta a la del death metal, y fraseos muy afilados y disonantes. También es constante el uso del palm-mute en los breakdowns y usualmente siguiendo la velocidad del doble pedal. 
Bajo: Caracterizado por no seguir en el ritmo del doble pedal, las pisadas de este son consecuentes. 
Batería: Suele ser consecuente en los golpes, así utilizando los breakdowns (motivo rítmico acompañado de guitarra y bajo, a un ritmo lento-medio, normalmente usando doble pedal), elemento tradicional en el metalcore, dando un ritmo agresivo pero no rápido en la batería, además el uso de blast beats, que es muy frecuente junto con el uso de recursos complejos añaden cierta cualidad técnica al género.
Voces: Son de expresión gutural mezclada con el efecto "pig squeal", death growls (guturales) acompañada de chillidos y gritos (screaming). Las voces limpias se utilizan como fills en ciertas canciones, pero son raras las ocasiones en que las bandas utilizan este recurso. 